# Avenue Jean-Aicard
Pour les articles homonymes, voir Aicard.
L'avenue Jean-Aicard est une voie du 11e arrondissement de Paris, en France.

## Situation et accès
L'avenue Jean-Aicard est une voie publique située dans le 11e arrondissement de Paris. Elle débute aux 5-9, rue des Bluets et se termine aux 130-140, rue Oberkampf.
Elle est desservie par la ligne 3 aux stations Parmentier et Rue Saint-Maur et par la ligne 2 à la station Ménilmontant.

## Origine du nom
Elle porte le nom de Jean Aicard (1848-1921), poète et académicien français.

## Historique
Cette avenue a été créée par arrêté du 14 juin 1946 ; elle a repris l'impasse de Ménilmontant et une partie du passage de Ménilmontant.

## Bâtiments remarquables et lieux de mémoire
- Square Georges-Sarre